# Mimocoelosterna
Mimocoelosterna är ett släkte av skalbaggar. Mimocoelosterna ingår i familjen långhorningar.
Kladogram enligt Catalogue of Life:
| Mimocoelosterna | \| \| Mimocoelosterna flavescens \| \| \| \| \| \| Mimocoelosterna hainanensis \| \| \| \| |
|                 | \| \| Mimocoelosterna flavescens \| \| \| \| \| \| Mimocoelosterna hainanensis \| \| \| \| |
|                 | Mimocoelosterna flavescens                                                                 |
|                 |                                                                                            |
|                 | Mimocoelosterna hainanensis                                                                |
|                 |                                                                                            |